# The Vengeance of Galora
The Vengeance of Galora é um filme mudo norte-americano de 1913 em curta-metragem, do gênero drama, dirigido por Anthony O'Sullivan.